# Burrewarra Point
Burrewarra Point är en udde i Australien. Den ligger i kommunen Eurobodalla och delstaten New South Wales, i den sydöstra delen av landet, omkring 240 kilometer söder om delstatshuvudstaden Sydney.
Närmaste större samhälle är Batemans Bay, omkring 15 kilometer norr om Burrewarra Point. Genomsnittlig årsnederbörd är 1 370 millimeter. Den regnigaste månaden är mars, med i genomsnitt 189 mm nederbörd, och den torraste är juli, med 28 mm nederbörd.